# Fédération syndicale mondiale
Pour les articles homonymes, voir FSM.
 (juin 2019).
La Fédération syndicale mondiale (FSM), en anglais World federation of trade unions (WFTU) est une internationale syndicale fondée à Paris en 1945, dont le siège est actuellement situé à Athènes.
Affiliée aux États communistes à compter du début de la guerre froide en 1948, elle regroupe pendant environ 40 ans les syndicats d'obédience communiste. Dans la dernière décennie du XXe siècle, elle souffre de la désaffiliation de la CGT, qui rejoint la CSI.
Son secrétaire général est, depuis 2022, le Chypriote Pámbis Kyrítsis. Son président est le Sud-Africain Mike Makwayiba, issu de la Fédération de la santé et de l'éducation du syndicat sud-africain COSATU, pilier syndical de la lutte contre le régime d’apartheid et des grèves insurectionelles de cette ère qui ont contribué à la chute du régime.
Des membres de la CGT participent désormais à la direction de plusieurs de ses organisations sectorielles, notamment dans la branche de l’énergie ainsi que dans l’organisation de la jeunesse.

## Historique

### Syndicalisme international pendant la Seconde Guerre mondiale
À la suite de la dissolution de l’Internationale syndicale rouge en 1937, et de la disparition des centrales syndicales des pays de l’Axe, les deux internationales subsistantes, la Fédération syndicale internationale et la Confédération internationale des syndicats chrétiens sont pendant la Seconde Guerre mondiale dans le camp des Alliés. De plus, leurs directions sont toutes les deux réfugiées à Londres. Mais l’action syndicale passe alors davantage par des rencontres bilatérales. Ainsi, la Commission syndicale anglo-soviétique se met en place après l’invasion de l’Union soviétique par les Allemands.

### Vers la FSM
En novembre 1943, le Trades Union Congress lance l’idée d’une conférence syndicale mondiale devant se réunir en 1945. Les syndicats américains et soviétiques se joignent à cet appel. La Conférence de Londres se réunit du 6 au 17 février 1945, elle rassemble 55 organisations syndicales. Elle demande la démilitarisation de l’Allemagne et du Japon, l’association des syndicats au règlement de la Paix, et la création d’une Organisation des Nations unies. Enfin, elle convoque une deuxième conférence à Paris ayant pour but de préparer la Fédération syndicale mondiale.

### Congrès de Paris (3-8 octobre 1945)
Le Congrès tenu à Paris du 3 au 8 octobre 1945 voit s’affronter trois tendances, une proche des soviétiques, une fortement anti-communiste et regrettant la Fédération syndicale internationale, et enfin, une tendance centriste dont les deux piliers sont la CGT française, et le CIO américain. La CISC refuse d’adhérer pour défendre le pluralisme syndical auquel elle est attachée, et l’AFL n’en est pas membre non plus. Malgré le poids des communistes, c’est l’ancien président de la Fédération syndicale internationale, Walter Citrine qui devient le premier président de la FSM, le cégétiste Louis Saillant devient le secrétaire général.

### Premières tensions
Malgré le dynamisme des organisations syndicales au sortir de la guerre, la FSM connaît quelques déconvenues. Tout d’abord, elle n’est pas associée au niveau qu’elle le souhaitait à la création de l’Organisation des Nations unies, ensuite l’AFL par méfiance envers les soviétiques pousse les Secrétariats professionnels internationaux à ne pas adhérer à la FSM, enfin la CISC reste en dehors, empêchant la FSM de représenter l’ensemble des salariés. De plus, les Sociaux-démocrates et les défenseurs de l’autonomie syndicale sont de plus en plus gênés par le pouvoir croissant des communistes sur l’appareil de la FSM.

### Plan Marshall et scission
Lors de l’annonce du plan Marshall le 5 juin 1947, les organisations de la FSM se partagent entre celles qui le refusent catégoriquement (syndicats soviétiques et communistes) et celles qui l’acceptent (syndicats nord-américains, britanniques, scandinaves). En mars 1948, l’AFL convoque à Londres une conférence des organisations syndicales partisanes du plan Marshall, qu’elles soient ou non membres de la FSM. De fait l’unité a vécu. En janvier 1949, le TUC britannique demande la suspension des activités de la FSM compte tenu de la situation. Comme celle-ci n'est pas décidée par le congrès qui se tient en juillet de cette même année, il quitte la fédération, suivi du CIO américain et des syndicats néerlandais. En décembre 1949, ils fondent la Confédération internationale des syndicats libres. Au niveau national, certaines confédérations connaîtront des scissions, comme la Confédération générale du travail en France (les opposants aux communistes vont former la Confédération générale du travail - Force ouvrière) ou en Italie (scissions de la Confédération générale italienne du travail en 1948 et 1949).

### Domination des communistes
À partir de cette date, la mainmise des communistes sur la FSM est complète, et ses orientations suivent complètement les instructions données par les soviétiques. C’est encore renforcé en 1951, quand le gouvernement français expulse la FSM de son siège parisien, et qu’elle s’installe à Prague. La vie de la FSM suivit alors les méandres de la diplomatie soviétique, avec l’expulsion des syndicats yougoslaves en 1950, ou des syndicats chinois et albanais en 1966. Cependant certaines centrales adhérentes, et particulièrement la CGT française et la CGIL italienne appellent à une rénovation de la FSM à partir des années 1960. Ainsi, en 1968, Louis Saillant condamne l’invasion de la Tchécoslovaquie par les troupes soviétiques. Pierre Genssous, issu de la CGT française et du Parti communiste français, assurera les fonctions de secrétaire général de la FSM de 1969 à 1978.
Pendant la grève des mineurs britanniques de 1984-1985, bien que le syndicat des mineurs (NUM, dirigé par Arthur Scargill) ne soit pas affilié à la FSM, elle organise une campagne de solidarité financière et politique mondiale avec les mineurs en grève. Parfois même en contradiction avec certains gouvernements des pays du bloc de l’est (principalement la Pologne) qui rechignent à arreter entièrement leur export de charbon vers le Royaume Uni. Dans ce contexte, la FSM et ses affiliés dans tout le monde organisent des donations, des convois de vivres, des vacances gratuites pour les familles de grévistes, des rassemblements et concerts de solidarité. Plusieurs rencontres - dont certaines secrètes - entre la direction de la FSM et la direction du NUM sont organisées pour organiser la solidarité. Les syndicats du bloc pro-soviétiques organisent des collectes importantes qui sont versées au fond de grève des mineurs.

### Rénovation difficile, mais influence considérable
La CGT française et la CGIL italienne en furent les principaux membres en Europe occidentale, et aussi ceux qui poussèrent le plus la FSM à se détacher de l’influence soviétique. Mais en 1975, la CGT quitte la direction, alors que la CGIL se désaffilie pour rejoindre bientôt la confédération européenne des syndicats. Si contrairement à ses deux rivales (CISL et CMT), la FSM n’a pas d’organisations régionales, ni de Secrétariats professionnels internationaux, elle bénéficie d’une grande influence, siégeant dans plusieurs instances de l’Organisation des Nations unies et rassemblant des Congrès toujours plus nombreux. En 1987, la FSM revendiquait 214 millions d'adhérents dans 94 pays.

### Déclin après la chute de l’URSS

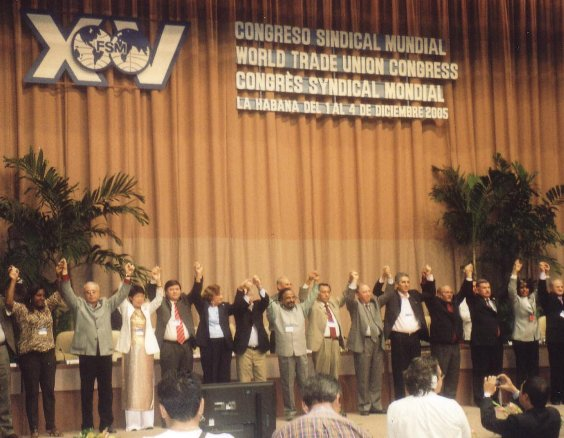
XVe congrès à La Havane (2005).

Lors du congrès de Moscou en 1990, les syndicats soviétiques font voter un changement de statut qui fait disparaître la référence à la lutte des classes, et la mise en place de bureaux régionaux. La FSM essaie aussi de se rapprocher de la CISL, mais son déclin semble inexorable. Elle est abandonnée par les syndicats des anciens pays sous domination soviétique, la CGT se désaffilie en 1995. La FSM doit déménager son siège de Prague à Athènes.
Depuis l'élection de la nouvelle direction lors du congrès de la Havane en 2005, le déclin semble être arrêté[réf. nécessaire]. Les références à la lutte des classes sont de nouveau dans les statuts et la FSM cherche au contraire à rassembler ses syndicats autour d'une base de classe et de masse, contre l'impérialisme avec une perspective révolutionnaire clairement affirmée d'abolition de l'exploitation capitaliste.
Toujours forte dans les pays dits du « Tiers-monde », elle connait également une certaine réimplantation, modeste mais réelle, dans les pays industriels d'Europe de l'Ouest desquels elle avait quasiment disparu après l'effondrement du bloc soviétique. Cette disparition rapide fut la conséquence de la baisse d'influence des partis communistes notamment en France et en Italie. La « prise de distance » entre la CGT et le Parti communiste français fut concomitante avec la désaffiliation en 1995 de la confédération CGT de la FSM présentée comme trop marquée[réf. nécessaire].
En Amérique Latine, la Centrale des travailleurs cubains, la Centrale ouvrière bolivienne, la CTB et CGT du Brésil, la CGT du Pérou, les syndicats dits ‘bolivariens’ du Venezuela constituent l’ossature de la FSM sur cette partie du sous continent américain. Ses organisations membres ont subi de très fortes répressions (emprisonnement, exécutions, tortures) lors des dictatures militaires qui ont sévi dans ces pays.
En Afrique, le plus gros affilié de la FSM est le syndicat COSATU, pilier syndical de la triple alliance ANC (Parti de Nelson Mandela) - Parti Communiste - COSATU qui a mené la lutte victorieuse pour la fin du régime d’apartheid. La FSM bénéficie d’une implantation historique forte au Soudan, pays d’Afrique arabophone qui compta longtemps le Parti communiste et le mouvement syndical le plus puissant de cette région du monde. En revanche, la forte répression et la quasi liquidation du mouvement communiste soudanais, puis la mise en place du régime d’Omar El Bashir et la mise sous tutelle de l’État de la Fédération syndicale soudanaise a modifié la donne. La FSM a salué et exprimé son soutien à la révolution soudanaise de 2019, appelant les affiliés et tous ceux se reconnaissant en elle à participer et à soutenir la révolution soudanaise de 2019.
Au Moyen - Orient et dans le monde turcophone, des fédérations du syndicat DISK turc, la CGT du Liban, le GFTU de Syrie constituent les plus gros affiliés. En Palestine, l’Union Générale des Travailleurs Palestiniens est membre de la FSM. En Syrie, la FSM a mené des campagnes actives dans plusieurs pays proches disposant de base de l’OTAN (Grèce, Chypre, Turquie), contre les interventions militaires dirigées contre la Syrie depuis 2011. Cette opposition aux interventions militaires en Syrie a valu de nombreuses critiques décriant la FSM comme ‘liés au régime syrien’. De même, les organisations membres de la FSM du Moyen-Orient ont fourni un soutien important aux organisations combattant les factions de l’État islamique, d’Al Qaeda. De nombreuses campagnes de solidarité matérielle avec les réfugiés syriens ont été organisées dans les pays voisins de la Syrie, à Chypre, en Grèce, au Liban, en Turquie. En réponse à ces critiques, la FSM répond que sa solidarité et son ‘opposition aux guerres impérialistes’ n’est pas ‘conditionné au type de gouvernement du pays attaqué’.
En Asie, le VGCL de la République Socialiste du Vietnam, plusieurs syndicats importants indiens (lié notamment à la mouvance communiste), les syndicats sri lankais ainsi que plusieurs syndicats indonésiens constituent les plus gros membres. Le syndicat des travailleurs migrants de Russie est membre de la FSM. Sujet de polémique récurrent dans les milieux militants, dans la péninsule coréenne, la FSM compte la Fédération Générale des syndicats de Corée (Corée du Nord) tout en ayant des liens très resserrés avec plusieurs structures de la KCTU en Corée du Sud. La FSM explique cet état de fait avant tout par des raisons historiques mais réaffirme sans ambiguïté son opposition à toute intervention militaire dirigée contre la Corée du Nord, contre les sanctions économiques visant à étouffer la Corée et pour une réunification de la Corée dont les conditions ne doivent être décidées que par les seuls coréens, ‘sans intervention des puissances étrangères à la péninsule’. La FSM rappelle à qui veut l’entendre que dans la région, la seule puissance ayant fait usage de bombes nucléaires contre les masses populaires sont les États - Unis, qui maintiennent encore aujourd’hui une présence militaire de plusieurs dizaines de milliers de soldats prêts à intervenir contre la Corée du Nord.
Le syndicat chinois ACFTU n’est pas membre de la FSM en raison de divergences historiques idéologiques fortes, néanmoins, des échanges ont lieu.
Dans plusieurs pays d'Europe de l'Ouest, au Royaume-Uni et en Italie des confédérations et fédérations syndicales importantes ont rejoint la FSM depuis 2010.
En France, bien que la CGT ait quitté la FSM en 1995, certaines fédérations ou unions départementales de la CGT ont choisi de maintenir des liens avec la FSM. La Fédération CGT des Bouches-du-Rhône est l'une de ces organisations qui ont décidé de renouer leurs liens avec la FSM.
Le siège de la FSM est basé à Athènes et l’impulsion de l’activité du secrétariat de la FSM est assumé principalement par des dirigeants du PAME de Grèce, puissante fraction syndicale du Parti communiste de Grèce, réputée particulièrement disciplinée et organisée.

## Organisations affilliées
La FSM revendique 105 millions de travailleurs affiliés en 2023 sur les 5 continents et 133 pays, elle est dirigée par le Conseil présidentiel composé de personnalités issues des organisations affiliées.
| Pays                | Organisations affiliées |
| ------------------- | --- |
| Afrique du Sud      | Congrès des syndicats sud-africains (COSATU), Congress of South African Trade Unions |
| Angola              | Força Sindical Angolana |
| Bangladesh          | Centrale syndicale du Bangladesh (BTUC) বাংলাদেশ ট্রেড ইউনিয়ন কেন্দ্র (bn) |
| Bahreïn             | Bahrain Free Labour Unions Federation (Al Hurr) |
| Bolivie             | Centrale ouvrière bolivienne (COB) Central Obrera Boliviana |
| Brésil              | Unidade Classista |
| Cameroun            | Confédération camerounaise du travail (CCT); Confédération Entente nationale des travailleurs du Cameroun (Entente); Confédération générale des syndicats de travailleurs du Cameroun (CGSTC) |
| Catalogne           | Intersindical - Confederació Sindical Catalana (ca) |
| Chypre              | Fédération pan-chypriote du travail |
| République du Congo | Confédération syndicale congolaise (CSC) |
| Corée du Nord       | Fédération générale des syndicats de Corée (조선직업총동맹) |
| Colombie            | Union syndicale ouvrière (USO) |
| Cuba                | Centrale de travailleurs de Cuba (CTC) (Central de trabajadores de Cuba) |
| Djibouti            | Union générale des travailleurs djiboutiens (UGTD) |
| Égypte              | Fédération générale des syndicats de travailleurs d‘Égypte (FGSTE) |
| Espagne             | Alternative syndicale des travailleurs (AST); Coordination syndicale des travailleurs (COS); Coordination syndicale de classa (CSC) ; |
| France              | Aucune confédération n'est affiliée à la FSM. La CGT est membre de la CSI depuis 1995 et sa désaffiliation de la FSM mais plusieurs secteurs de la CGT s'y opposent et ont déclaré leur affiliation à la FSM : Fédération nationale agroalimentaire et forestière CGT, Fédération nationale des industries chimiques CGT, Fédération CGT du commerce et des services, syndicat CGT des Cheminots de Versailles, Union Départementale des Bouches du Rhône (13),, les Unions Départementales du Val de Marne (94) et du Nord (59) sont également proches de la FSM et ont pris la parole au 52e congrès de la CGT en 2019 pour réclamer l'adhésion de la CGT à la FSM avec le statut d'observateur, finalement une motion intermédiaire a été votée (la CGT doit « rechercher constamment l'échange et l'unité avec toutes les organisations syndicales possibles, affiliées ou non à la CES, à la CSI ou à la FSM ») |
| Gabon               | Confédération gabonaise du travail - Force libre (CGT-FL) |
| Galice              | Confédération Intersyndicale Galicienne (gl) |
| Grèce               | Front militant de tous les travailleurs (PAME: Panergatiko Agonistiko Metopo/ΠΑΜΕ: Πανεργατικό Αγωνιστικό Μέτωπο) |
| Guadeloupe          | Confédération générale du travail de Guadeloupe (CGTG) |
| Japon               | Confédération Nationale des Syndicats (ja) (全国労働組合総連合, Zen koku Rō dōkumiai sō ren gō), Zenroren (全労連) |
| Îles Canaries       | Front syndical ouvrier des îles Canaries (FSOC) |
| Inde                | All India Trade Union Congress (en) (AITUC) ; Centre des Syndicats Indiens (CITU) இந்திய தொழிற் சங்க மையம் (ta) |
| Iran                | La Maison des travailleurs خانه کارگر (fa) |
| Italie              | Union Syndicale de Base (it) (USB) |
| Liban               | Confédération générale des travailleurs du Liban (CGTL); Fédération nationale des syndicats des ouvriers et employés du Liban (Fenasol) |
| Maroc               | Organisation démocratique du travail (ODT) |
| Martinique          | Confédération générale du travail Martinique-FSM (CGTM-FSM) |
| Monaco              | Union des Syndicats de Monaco (USM) |
| Niger               | Fédération des Organisations Nigériennes Affiliées à la FSM (FONA/FSM) |
| Palestine           | Union Générale des Ouvriers Palestiniens |
| Panama              | Centrale nationale des travailleurs du Panama (CNTP) |
| Pays basque         | Langile Abertzaleen Batzordeak (LAB, Commissions ouvrières patriotes) |
| Pérou               | Confédération générale des travailleurs du Pérou (Confederación General de Trabajadores del Perú) |
| Royaume-Uni         | Syndicat national des travailleurs du rail, maritimes et des transports (en) (RMT) |
| Serbie              | Trade Union Organization Sloga |
| Somalie             | Somali Public Trade Union (SPTU) |
| Syrie               | Fédération Générale des Syndicats |
| Turquie             | Confédération des syndicats révolutionnaires de Turquie (DISK) |
| Uruguay             | Coordinadora FSM Uruguay |
| Venezuela           | Centrale unitaire des travailleurs du Venezuela (CUTV) |
| Vietnam             | Confédération générale du travail du Vietnam |

## Organisation et structures

### Congrès et dirigeants
Le Congrès syndical mondial est l’organe dirigeant de la FSM. Il se réunit tous les 5 ans sur convocation du Conseil général ou du Conseil présidentiel ou à la demande des organisations membres, qui doivent réunir au moins un tiers de ces organisations. Le Conseil général élit le Secrétariat général, le président et le Conseil présidentiel de la FSM, composé de 40 membres.
Depuis sa création, la FSM a convoqué 18 congrès dans diverses villes et pays du monde entier.
| #   | Dates                     | Ville    |
| --- | ------------------------- | -------- |
| I   | 3 au 8 octobre 1945       | Paris    |
| II  | 29 juin au 9 juillet 1949 | Milan    |
| III | 10 au 21 octobre 1953     | Vienne   |
| IV  | 10 au 15 octobre 1957     | Leipzig  |
| V   | 4 au 15 décembre 1961     | Moscou   |
| VI  | 8 au 22 octobre 1965      | Varsovie |

| #    | Dates                   | Ville     |
| ---- | ----------------------- | --------- |
| VII  | 17 au 31 octobre 1969   | Budapest  |
| VIII | 15 au 22 octobre 1973   | Varna     |
| IX   | 16 au 23 octobre 1978   | Prague    |
| X    | 10 au 15 février 1982   | La Havane |
| XI   | 16 au 22 septembre 1986 | Berlin    |
| XII  | 13 au 19 octobre 1990   | Moscou    |

| #     | Dates                | Ville     |
| ----- | -------------------- | --------- |
| XIII  | 1994                 | Damas     |
| XIV   | 25 au 28 mars 2000   | New-Delhi |
| XV    | 1 au 4 décembre 2005 | La Havane |
| XVI   | 6 au 10 avril 2011   | Athènes   |
| XVII  | 5 au 8 octobre 2016  | Durban    |
| XVIII | 6 au 8 mai 2022      | Rome      |

Les secrétaires généraux se succèdent depuis 1945 :
- 1945-1969 :  Louis Saillant
- 1969-1978 :  Pierre Gensous
- 1978-1980 :  Enrique Pastorino
- 1980-1990 :  Ibrahim Zakaria
- 1990-2005 :  Alexander Zarikov
- 2005-2022 :  Geórgios Mavríkos
- depuis 2022 :  Pámbis Kyrítsis

### Unions sectorielles
La confédération est structurée en 11 unions internationales sectorielles (UIS) dont les sièges sont localisés sur les 5 continents :
- Agroalimentaire (UISTAACT) : Paris, France
- Banques, assurances et unions financières (BIFU) : New Delhi, Inde
- Travailleurs de la construction et employés alliés (UITBB) : Nicosie, Chypre
- Éducation (FISE) : Mexique
- Industries chimiques, énergétiques, métallurgiques, pétrolières et connexes (chimie-énergie) : Paris, France
- Hôtel et tourisme (HOTOUR) : Le Caire, Égypte
- Métal-mines : Sao Paolo, Brésil
- Retraités : Barcelone, Espagne
- Services publics (SP) : Sao Paolo, Brésil
- Transport : Lisbonne, Portugal
- Textile, habillement, cuir (TEXGAL) : Le Caire, Égypte